# 2021年のワールドシリーズ
2021年の野球において、メジャーリーグベースボール（MLB）優勝決定戦の第117回ワールドシリーズ（英語: 117th World Series）は、10月26日から11月2日にかけて計6試合が開催された。その結果、アトランタ・ブレーブス（ナショナルリーグ）がヒューストン・アストロズ（アメリカンリーグ）を4勝2敗で下し、26年ぶり4回目の優勝を果たした。
出場両球団監督の年齢はアストロズのダスティ・ベイカーが72歳、ブレーブスのブライアン・スニッカーが66歳で、合計するとシリーズ史上最高齢となる。ベイカーは監督として歴代12位、シリーズ優勝経験がない人物に限れば歴代最多のレギュラーシーズン通算1,987勝を挙げているが、今回も初優勝を逃した。スニッカーは、1977年に選手として入団して以来45年間ブレーブス一筋に様々な役職を担ってきたが、1995年の前回優勝時はメジャーのスタッフから外れていたため、今回が自身にとって初の優勝となった。シリーズMVPには、第1戦・第4戦・第6戦の3試合で決勝本塁打を放つなど、6試合で打率.300・3本塁打・6打点・OPS 1.191という成績を残したブレーブスのホルヘ・ソレアが選出された。
2022年から、MLBは指名打者（DH）制度をアメリカンリーグだけでなくナショナルリーグにも導入した。ワールドシリーズにおけるDH制は1986年以降、アメリカンリーグ球団の本拠地球場で行われる試合にのみ採用されていたが、2022年以降は開催地に関係なく全試合で採用される。したがって、DH制なしで行われる試合は今シリーズの第5戦が最後となった。その試合で最後に打席に立った投手は、アストロズのケンドール・グレーブマンだった。

## ワールドシリーズまでの道のり

### 両チームの2021年
10月22日にまずアメリカンリーグでアストロズ（西地区）が、そして23日にはナショナルリーグでブレーブス（東地区）が、それぞれリーグ優勝を決めてワールドシリーズへ駒を進めた。
アストロズはエースのジャスティン・バーランダーをトミー・ジョン手術で、正中堅手ジョージ・スプリンガーをFA移籍で失ってシーズン開幕を迎えた。しかもこの年は、シーズンを通して敵地でブーイングを浴び続けた。というのも、2017年・2018年に電子機器を用いた不正な方法でサイン盗みをしていたことが2019年のワールドシリーズ敗退後に発覚し、2020年は新型コロナウイルス感染症（COVID-19）の影響で全試合無観客開催だったため、2021年が不正発覚後に観客の前で試合をする初のシーズンだったからである。それでもアストロズは勝ち星を積み重ねた。序盤はオークランド・アスレチックスに先行を許したものの、6月13日からの11連勝で逆転して地区首位に立ち、前半戦終了時には55勝36敗で2位に3.5ゲーム差をつけた。得点数と打率でリーグトップの強力打線がチームを牽引した。後半戦に入ってもアスレチックスやシアトル・マリナーズを寄せ付けず、9月30日に2年ぶりの地区優勝を決めた。平均得点5.33はリーグ最高、防御率3.78はリーグ4位。打線はOPSリーグ上位20人中5人を擁する層の厚さで得点を奪い、投手陣もバーランダーを欠きながら先発ローテーションの陣容をほぼ固定し多くのイニングを消化していった。チームはカルロス・コレアを中心に団結し、激しい憎悪を向けられた敵地でも44勝37敗と勝ち越した。地区シリーズではシカゴ・ホワイトソックスを3勝1敗で、リーグ優勝決定戦ではボストン・レッドソックスを4勝2敗で、それぞれ下した。
ブレーブスはシーズン開幕から4連敗を喫し、その後も勝率.500をなかなか超えられないまま、前半戦は44勝45敗と負け越した。その間の5月には、捕手トラビス・ダーノーが左手親指靭帯損傷で故障者リスト入りし、左翼手マーセル・オズナはドメスティックバイオレンスで逮捕され休職に追い込まれる。さらに前半戦終了前日にも、右翼手ロナルド・アクーニャ・ジュニアが右膝前十字靭帯断裂の大怪我を負ってシーズンを終えた。ただ、こうして打線の主軸が相次いで戦列を離れながらも、東地区の勝ち星が他地区より伸びなかったため、地区首位ニューヨーク・メッツとのゲーム差は4.0と挽回可能な程度にとどまっていた。7月30日のトレード期限までには外野手の補強を重点的に行い、ジョク・ピーダーソン、ホルヘ・ソレア、アダム・デュバル、エディ・ロザリオを立て続けに獲得する。翌31日から6戦5勝で初めて勝率.500を超えると、8月15日には地区首位に浮上した。後半戦はメッツが29勝45敗と失速したこともあり、9月30日にブレーブスの地区4連覇が決まった。平均得点4.91はリーグ3位、防御率3.89はリーグ4位。オースティン・ライリーの成長などで故障者の穴を埋めた打線や、チャーリー・モートンとマックス・フリードを中心とする投手陣の頑張りに加え、5月下旬から守備シフトを積極的に用いるようになったことも功を奏した。地区シリーズではミルウォーキー・ブルワーズを3勝1敗で、リーグ優勝決定戦ではロサンゼルス・ドジャースを4勝2敗で、それぞれ下した。
両チームとも、前GMが在任時の不祥事で職を追われ、他球団から招請した新GMのもとで今シリーズ出場を果たしたという共通点を持つ。アストロズは前述の通り、電子機器を用いた不正なサイン盗みが発覚し、当時のGMジェフ・ルーノウが2020年1月、MLB機構によって1年の資格停止処分を下されたうえに球団から解雇された。後任にはタンパベイ・レイズ編成副代表のジェームズ・クリックが就任した。ブレーブスは、GMのジョン・コッポレラが海外の有望アマチュア選手の獲得に際し、MLB機構が設定する契約金上限を超過していないように見せかけて裏で金銭を渡すなど腐敗を助長したとして、2017年11月にMLB機構によって永久追放処分を受けた。その後、ドジャース編成副代表のアレックス・アンソポロスを後任に据えた。クリックもアンソポロスもチームをいったん解体して一から作り直したわけではなく、両チームとも主力選手の多くは前GMが獲得している。

### ホームフィールド・アドバンテージ
ワールドシリーズの第1・2・6・7戦を本拠地で開催できる "ホームフィールド・アドバンテージ" は、レギュラーシーズンの勝率がより高いほうの球団に与えられる。ポストシーズン進出10球団のアドバンテージ優先順位は以下の通り。
| 優先順位   | 球団                           | レギュラーシーズン成績 | レギュラーシーズン成績         | ポストシーズン結果              |        |        |        |
| 優先順位   | 球団                           | レギュラーシーズン成績 | レギュラーシーズン成績         | ポストシーズン結果              | WCG    | DS     | LCS    |
| ---------- | ------------------------------ | ---------------------- | ------------------------------ | ------------------------------- | ------ | ------ | ------ |
| 01         | サンフランシスコ・ジャイアンツ | 107勝55敗・勝率.660    | NL西地区優勝                   | 地区シリーズ（DS）敗退          | 免除   | 2勝3敗 | －     |
| 02[※1]     | ロサンゼルス・ドジャース       | 106勝56敗・勝率.654    | NL西地区2位＝第1ワイルドカード | リーグ優勝決定戦（LCS）敗退     | 1勝0敗 | 3勝2敗 | 2勝4敗 |
| 03[※1]     | タンパベイ・レイズ             | 100勝62敗・勝率.617    | AL東地区優勝                   | 地区シリーズ（DS）敗退          | 免除   | 1勝3敗 | －     |
| 04[※1][※2] | ヒューストン・アストロズ       | 095勝67敗・勝率.586    | AL西地区優勝                   | ワールドシリーズ進出            | 免除   | 3勝1敗 | 4勝2敗 |
| 05[※1][※2] | ミルウォーキー・ブルワーズ     | 095勝67敗・勝率.586    | NL中地区優勝                   | 地区シリーズ（DS）敗退          | 免除   | 1勝3敗 | －     |
| 06[※1]     | シカゴ・ホワイトソックス       | 093勝69敗・勝率.574    | AL中地区優勝                   | 地区シリーズ（DS）敗退          | 免除   | 1勝3敗 | －     |
| 07[※1][※3] | ボストン・レッドソックス       | 092勝70敗・勝率.568    | AL東地区2位＝第1ワイルドカード | リーグ優勝決定戦（LCS）敗退     | 1勝0敗 | 3勝1敗 | 2勝4敗 |
| 08[※1][※3] | ニューヨーク・ヤンキース       | 092勝70敗・勝率.568    | AL東地区3位＝第2ワイルドカード | ワイルドカードゲーム（WCG）敗退 | 0勝1敗 | －     | －     |
| 09[※1]     | セントルイス・カージナルス     | 090勝72敗・勝率.556    | NL中地区2位＝第2ワイルドカード | ワイルドカードゲーム（WCG）敗退 | 0勝1敗 | －     | －     |
| 10[※1]     | アトランタ・ブレーブス         | 088勝73敗・勝率.547    | NL東地区優勝                   | ワールドシリーズ進出            | 免除   | 3勝1敗 | 4勝2敗 |

※1  同一リーグ内の地区シリーズやリーグ優勝決定戦では、勝率に関係なく地区優勝球団はワイルドカード球団より上位に位置づけられるが、ワールドシリーズだけはこれに当てはまらない。
※2  シーズン162試合の勝敗が同じ、かつこの年の直接対決がない場合は、それぞれの球団が同地区他球団相手に残した成績が決め手となる。アストロズがアメリカンリーグ西地区4球団相手に49勝27敗・勝率.645だったのに対し、ブルワーズはナショナルリーグ中地区4球団相手に47勝29敗・勝率.618だったので、アストロズが上位となる。
※3  レッドソックスがヤンキースに対し、シーズン中の直接対決19試合を10勝9敗と勝ち越しているため、レッドソックスが上位となる。
10月22日にまずアストロズがワールドシリーズ進出を決めた。しかしこの時点では、ナショナルリーグのリーグ優勝決定戦が未決着だった。対戦していたのは、優先順位がアストロズより上のドジャースと、アストロズより下のブレーブスである。したがって、アストロズとナショナルリーグ優勝球団のどちらにアドバンテージが与えられるかは、まだ決まらなかった。翌23日、ブレーブスがリーグ優勝を果たし、アドバンテージがアストロズへ与えられることとなった。

## 両チームの過去の対戦

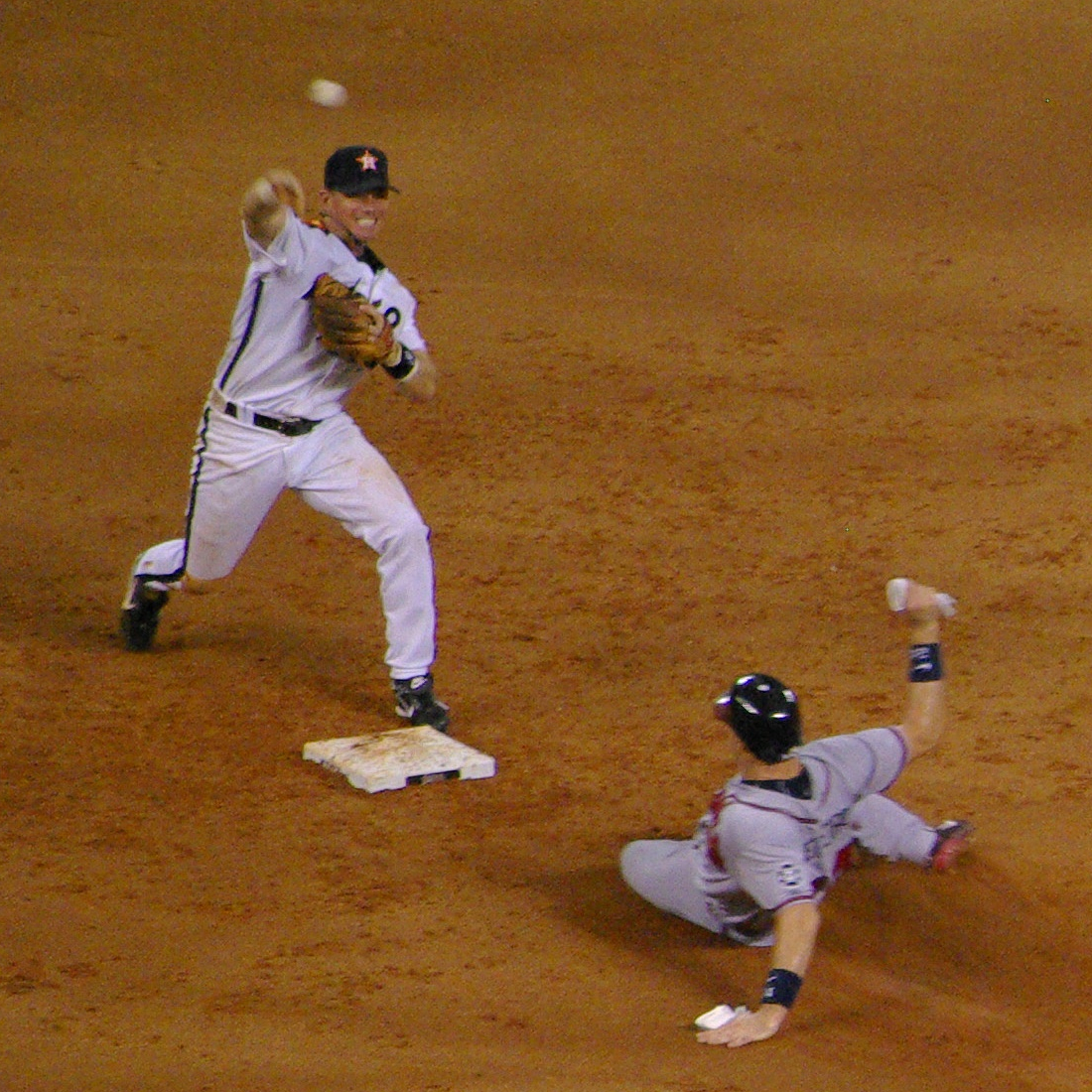
9月28日の対戦の様子。二塁手がアストロズのクレイグ・ビジオ、走者がブレーブスのマーク・テシェイラ

アストロズは1962年、ナショナルリーグの新球団 "ヒューストン・コルトフォーティファイブス" として創設され、2012年シーズン終了後にアメリカンリーグへ転籍した。したがって1962年から51年間、ブレーブスとコルトフォーティファイブス/アストロズは同じリーグに所属し毎年対戦していた。その期間のレギュラーシーズン通算対戦成績は、ブレーブスの379勝321敗・勝率.541である。このうち、1968年9月7日の試合では、ブレーブスの新人ダスティ・ベイカーがメジャー初出場を果たした。53年後の今シリーズでは、ベイカーはアストロズの監督として古巣ブレーブスと対戦する。アストロズがアメリカンリーグへ転籍したあとは、両球団の対戦はインターリーグとして数年に一度しか行われなくなった。転籍後の対戦は2014年に3試合、2017年に4試合の計7試合が組まれており、対戦成績はアストロズの5勝2敗・勝率.714である。直近の2017年は、5月にアストロズの本拠地ミニッツメイド・パークで2試合、7月にブレーブスの本拠地サントラスト・パーク（球場名は当時）で2試合、というように分けて行われ、アストロズが全勝している。
1969年に東西2地区制が導入されると、アストロズとブレーブスはともに西地区に割り振られた。当時は地区優勝しないとポストシーズンへ進めない仕組みだったため、両チームがポストシーズンで対戦することはなかった。1993年シーズン終了後に地区割の再編が実施され、両チームのポストシーズンでの対戦が実現しうるようになった。実際に実現したのは5度、全て地区シリーズでの対戦で、1997年から2005年までの9季内に集中している。この期間はちょうど、ブレーブスによる1991年から2005年にかけての地区14連覇と重なる。対戦の結果、1997年・1999年・2001年はブレーブスが、2004年・2005年はアストロズが、それぞれシリーズを制してリーグ優勝決定戦へ進んだ。このうち、1999年のシリーズ最終戦は、アストロズにとって当時の本拠地球場アストロドームでの最後の試合となった。また、2005年のシリーズ最終戦は、ポストシーズン史上最長の延長18回までもつれた末に、アストロズのクリス・バークが史上7人目となるポストシーズンのシリーズ勝利決定サヨナラ本塁打を放った。ポストシーズンにおける両チームの対戦はこの試合以来、今シリーズで16年ぶりに実現する。

## ロースター
両チームの出場選手登録（ロースター）は以下の通り。
- 名前の横の★はこの年のオールスターゲームに選出された選手を、＃はレギュラーシーズン開幕後に入団した選手を、◎はリーグ優勝決定戦MVP受賞者を示す。
- 年齢は今シリーズ開幕時点でのもの。

| ヒューストン・アストロズ | ヒューストン・アストロズ | ヒューストン・アストロズ | ヒューストン・アストロズ   | ヒューストン・アストロズ | ヒューストン・アストロズ | ヒューストン・アストロズ | ヒューストン・アストロズ | ヒューストン・アストロズ | アトランタ・ブレーブス | アトランタ・ブレーブス | アトランタ・ブレーブス | アトランタ・ブレーブス       | アトランタ・ブレーブス | アトランタ・ブレーブス | アトランタ・ブレーブス | アトランタ・ブレーブス | アトランタ・ブレーブス |
| 守備位置                 | 背番号                   | 出身                     | 選手                       | 投                       | 打                       | 年齢                     | ワールドシリーズ経験     | ワールドシリーズ経験     | 守備位置               | 背番号                 | 出身                   | 選手                         | 投                     | 打                     | 年齢                   | ワールドシリーズ経験   | ワールドシリーズ経験   |
| 守備位置                 | 背番号                   | 出身                     | 選手                       | 投                       | 打                       | 年齢                     | 出場                     | 優勝                     | 守備位置               | 背番号                 | 出身                   | 選手                         | 投                     | 打                     | 年齢                   | 出場                   | 優勝                   |
| ------------------------ | ------------------------ | ------------------------ | -------------------------- | ------------------------ | ------------------------ | ------------------------ | ------------------------ | ------------------------ | ---------------------- | ---------------------- | ---------------------- | ---------------------------- | ---------------------- | ---------------------- | ---------------------- | ---------------------- | ---------------------- |
| 投手                     | 77                       | ベネズエラの旗           | ルイス・ガルシア           | 右                       | 右                       | 24                       | 初                       | なし                     | 投手                   | 36                     | アメリカ合衆国の旗     | イアン・アンダーソン         | 右                     | 右                     | 23                     | 初                     | なし                   |
| 投手                     | 93                       | ドミニカ共和国の旗       | イーミ・ガルシア＃         | 右                       | 右                       | 31                       | 初                       | なし                     | 投手                   | 60                     | アメリカ合衆国の旗     | ジェシー・チャベス＃         | 右                     | 右                     | 38                     | 初                     | なし                   |
| 投手                     | 31                       | アメリカ合衆国の旗       | ケンドール・グレーブマン＃ | 右                       | 右                       | 30                       | 初                       | なし                     | 投手                   | 64                     | アメリカ合衆国の旗     | タッカー・デービッドソン[※1] | 左                     | 左                     | 25                     | 初                     | なし                   |
| 投手                     | 21                       | アメリカ合衆国の旗       | ザック・グレインキー       | 右                       | 右                       | 38                       | 2年ぶり2回目             | なし                     | 投手                   | 54                     | アメリカ合衆国の旗     | マックス・フリード           | 左                     | 左                     | 27                     | 初                     | なし                   |
| 投手                     | 53                       | ドミニカ共和国の旗       | クリスチャン・ハビエル     | 右                       | 右                       | 24                       | 初                       | なし                     | 投手                   | 77                     | アメリカ合衆国の旗     | ルーク・ジャクソン           | 右                     | 右                     | 30                     | 初                     | なし                   |
| 投手                     | 88                       | アメリカ合衆国の旗       | フィル・メイトン＃         | 右                       | 右                       | 28                       | 初                       | なし                     | 投手                   | 74                     | アメリカ合衆国の旗     | ディラン・リー＃             | 左                     | 左                     | 27                     | 初                     | なし                   |
| 投手                     | 17                       | アメリカ合衆国の旗       | ジェイク・オドリッジ       | 右                       | 右                       | 31                       | 初                       | なし                     | 投手                   | 55                     | アメリカ合衆国の旗     | クリス・マーティン           | 右                     | 右                     | 35                     | 初                     | なし                   |
| 投手                     | 55                       | アメリカ合衆国の旗       | ライアン・プレスリー★      | 右                       | 右                       | 32                       | 2年ぶり2回目             | なし                     | 投手                   | 68                     | アメリカ合衆国の旗     | タイラー・マツェック         | 左                     | 左                     | 31                     | 初                     | なし                   |
| 投手                     | 58                       | アメリカ合衆国の旗       | ブルックス・ラリー         | 左                       | 左                       | 33                       | 初                       | なし                     | 投手                   | 33                     | アメリカ合衆国の旗     | A.J.ミンター                 | 左                     | 左                     | 28                     | 初                     | なし                   |
| 投手                     | 45                       | アメリカ合衆国の旗       | ライン・スタネック         | 右                       | 右                       | 30                       | 初                       | なし                     | 投手                   | 50                     | アメリカ合衆国の旗     | チャーリー・モートン[※1]     | 右                     | 右                     | 37                     | 2年連続3回目           | 1回                    |
| 投手                     | 62                       | アメリカ合衆国の旗       | ブレイク・テイラー         | 左                       | 左                       | 26                       | 初                       | なし                     | 投手                   | 51                     | アメリカ合衆国の旗     | ウィル・スミス               | 左                     | 右                     | 32                     | 初                     | なし                   |
| 投手                     | 65                       | メキシコの旗             | ホセ・ウルキディ           | 右                       | 右                       | 26                       | 2年ぶり2回目             | なし                     | 投手                   | 18                     | アメリカ合衆国の旗     | ドリュー・スマイリー         | 左                     | 左                     | 32                     | 9年ぶり2回目           | なし                   |
| 投手                     | 59                       | ドミニカ共和国の旗       | フランバー・バルデス       | 左                       | 右                       | 27                       | 初                       | なし                     | 投手                   | 30                     | アメリカ合衆国の旗     | カイル・ライト               | 右                     | 右                     | 26                     | 初                     | なし                   |
| 捕手                     | 18                       | アメリカ合衆国の旗       | ジェイソン・カストロ[※2]   | 右                       | 左                       | 34                       | 初                       | なし                     | 捕手                   | 24                     | ベネズエラの旗         | ウィリアム・コントレラス     | 右                     | 右                     | 23                     | 初                     | なし                   |
| 捕手                     | 15                       | プエルトリコの旗         | マーティン・マルドナード   | 右                       | 右                       | 35                       | 2年ぶり2回目             | なし                     | 捕手                   | 16                     | アメリカ合衆国の旗     | トラビス・ダーノー           | 右                     | 右                     | 32                     | 6年ぶり2回目           | なし                   |
| 捕手                     | 11                       | アメリカ合衆国の旗       | ギャレット・スタッブス[※2] | 右                       | 左                       | 28                       | 初                       | なし                     | 内野手                 | 1                      | キュラソー島の旗       | オジー・アルビーズ★          | 右                     | 両                     | 24                     | 初                     | なし                   |
| 内野手                   | 27                       | ベネズエラの旗           | ホセ・アルトゥーベ★        | 右                       | 右                       | 31                       | 2年ぶり3回目             | 1回                      | 内野手                 | 9                      | ベネズエラの旗         | オーランド・アルシア＃       | 右                     | 右                     | 27                     | 初                     | なし                   |
| 内野手                   | 2                        | アメリカ合衆国の旗       | アレックス・ブレグマン     | 右                       | 右                       | 27                       | 2年ぶり3回目             | 1回                      | 内野手                 | 17                     | パナマの旗             | ヨハン・カマルゴ[※3]         | 右                     | 両                     | 27                     | 初                     | なし                   |
| 内野手                   | 1                        | プエルトリコの旗         | カルロス・コレア★          | 右                       | 右                       | 27                       | 2年ぶり3回目             | 1回                      | 内野手                 | 5                      | アメリカ合衆国の旗     | フレディ・フリーマン★        | 右                     | 左                     | 32                     | 初                     | なし                   |
| 内野手                   | 16                       | キューバの旗             | アレドミス・ディアス       | 右                       | 右                       | 31                       | 2年ぶり2回目             | なし                     | 内野手                 | 27                     | アメリカ合衆国の旗     | オースティン・ライリー       | 右                     | 右                     | 24                     | 初                     | なし                   |
| 内野手                   | 9                        | ベネズエラの旗           | マーウィン・ゴンザレス＃   | 右                       | 両                       | 32                       | 4年ぶり2回目             | 1回                      | 内野手                 | 7                      | アメリカ合衆国の旗     | ダンズビー・スワンソン       | 右                     | 右                     | 27                     | 初                     | なし                   |
| 内野手                   | 10                       | キューバの旗             | ユリ・グリエル             | 右                       | 右                       | 37                       | 2年ぶり3回目             | 1回                      | 外野手                 | 23                     | ベネズエラの旗         | エイーレ・アドリアンサ[※3]   | 右                     | 両                     | 32                     | 初                     | なし                   |
| 外野手                   | 44                       | キューバの旗             | ヨルダン・アルバレス◎      | 右                       | 左                       | 24                       | 2年ぶり2回目             | なし                     | 外野手                 | 14                     | アメリカ合衆国の旗     | アダム・デュバル＃           | 右                     | 右                     | 33                     | 初                     | なし                   |
| 外野手                   | 23                       | アメリカ合衆国の旗       | マイケル・ブラントリー★    | 左                       | 左                       | 34                       | 2年ぶり2回目             | なし                     | 外野手                 | 11                     | アメリカ合衆国の旗     | テレンス・ゴア               | 右                     | 右                     | 30                     | 7年ぶり2回目           | なし                   |
| 外野手                   | 20                       | アメリカ合衆国の旗       | チャズ・マコーミック       | 左                       | 右                       | 26                       | 初                       | なし                     | 外野手                 | 38                     | キューバの旗           | ギジェルモ・エレディア       | 左                     | 右                     | 30                     | 初                     | なし                   |
| 外野手                   | 26                       | ドミニカ共和国の旗       | ホセ・シリ                 | 右                       | 右                       | 26                       | 初                       | なし                     | 外野手                 | 22                     | アメリカ合衆国の旗     | ジョク・ピーダーソン＃       | 左                     | 左                     | 29                     | 2年連続4回目           | 1回                    |
| 外野手                   | 30                       | アメリカ合衆国の旗       | カイル・タッカー           | 右                       | 左                       | 24                       | 2年ぶり2回目             | なし                     | 外野手                 | 8                      | プエルトリコの旗       | エディ・ロザリオ＃◎          | 右                     | 左                     | 30                     | 初                     | なし                   |
|                          |                          |                          |                            |                          |                          |                          |                          |                          | 外野手                 | 12                     | キューバの旗           | ホルヘ・ソレア＃             | 右                     | 右                     | 29                     | 5年ぶり2回目           | 1回                    |

※1  第1戦終了後にモートンが故障のためロースターを外れ、第2戦からはデービッドソンが代わりに登録された。
※2  第3戦終了後にカストロがMLBの新型コロナウイルス感染症（COVID-19）対策規定に則りロースターを外れ、第4戦からはスタッブスが代わりに登録された。
※3  第5戦終了後にアドリアンサが妻の出産に立ち会うため父親産休リストに入り、第6戦からはカマルゴが代わりに登録された。
アストロズはリーグ優勝決定戦のロースターから、外野手のジェイク・マイヤーズに代えて内野手のマーウィン・ゴンザレスを登録した。マイヤーズは地区シリーズ第4戦の守備中に外野フェンスへ激突して負傷退場し、リーグ優勝決定戦ではロースター入りしたものの1試合も出場しなかった。ゴンザレスはスイッチヒッターであることや複数のポジションをこなせること、4年前のワールドシリーズ出場経験などを買われて、今ポストシーズンで初めてロースター入りした。ただ、この年ゴンザレスの打撃は右投手相手の打率.177・OPS.521に対し左投手相手だと打率.250・OPS.713だったが、アストロズの先発ラインナップで代打を出せそうなタイミングは右打者のところにしかないため、代打起用はそう多くはならないとみられる。
ブレーブスはリーグ優勝決定戦終了時のロースターから投手と野手をひとりずつ入れ替え、ジェイコブ・ウェブとヨハン・カマルゴを外してカイル・ライトとテレンス・ゴアを加えた。リーグ優勝決定戦では、ウェブは救援登板2試合のうち第5戦で1.0イニング4失点を喫し、カマルゴは代打4打席で無安打2三振に終わっていた。そのシリーズ途中で先発ローテーション4番手のワスカル・イノアが肩の炎症により離脱したことから、ライトにはその穴埋めとしてイニングを消化することが期待される。ゴアはこの年「生涯の夢」だったというブレーブス入団を果たし、レギュラーシーズン中は傘下マイナーリーグのAAA級で過ごしたものの、ポストシーズンで代走要員としてメジャーへ昇格、地区シリーズ第2戦の1試合に出場していた。
今シリーズのロースターには、シリーズ史上初あるいは史上最多となることがらが複数ある。
- ドラフト全体1位指名選手と全体2位指名選手の対戦

2015年6月のドラフトでは、ヴァンダービルト大学のダンズビー・スワンソンが全体1位でアリゾナ・ダイヤモンドバックスに、ルイジアナ州立大学のアレックス・ブレグマンが全体2位でアストロズに、それぞれ指名されて入団した。スワンソンは同年12月にトレードでブレーブスへ移籍し、翌2016年には23日違いで両選手ともメジャー初出場を果たした。今シリーズは、同じ年のドラフト全体1位指名選手と全体2位指名選手が対戦する史上初のシリーズとなる。
- キューバ出身選手が両球団合わせて5人

アストロズではユリ・グリエルとヨルダン・アルバレス、それにアレドミス・ディアスの3人が、ブレーブスではギジェルモ・エレディアとホルヘ・ソレアの2人が、キューバ出身である。同国出身選手が5人ロースター入りするというのは、1965年の4人を上回りシリーズ歴代最多となる。
- ユダヤ系アメリカ人選手が両球団合わせて3人4人

シリーズ開幕時点でのロースターのうち、アストロズではブレグマンが、ブレーブスではジョク・ピーダーソンとマックス・フリードの2人が、ユダヤ系アメリカ人である。ユダヤ系アメリカ人選手が3人ロースター入りするというのは、1959年に並ぶシリーズ歴代最多タイだった。その後、アストロズのジェイソン・カストロがMLBの新型コロナウイルス感染症（COVID-19）対策規定に則りシリーズ途中でロースターを外れ、ユダヤ系アメリカ人のギャレット・スタッブスが代わりに登録されたことで、記録が更新された。

## 開幕前の予想
MLB.comが所属記者・アナリスト76人にどちらがシリーズを制するか予想させたところ、アストロズ勝利予想が52人に対しブレーブス勝利予想が24人という結果となった。ESPNも同様の企画を自社の記者15人で実施し、アストロズ勝利を予想したのが12人と、ブレーブス勝利予想3人の4倍にのぼった。『ガーディアン』国際版の企画では、記者3人のうちふたりがアストロズを、ひとりがブレーブスを支持した。他のメディアでは、両者への支持が拮抗した。CBSスポーツでは記者4人がふたりずつ、『USAトゥデイ』では記者6人が3人ずつ、『スポーツ・イラストレイテッド』でも記者6人が3人ずつ、といずれもアストロズ支持とブレーブス支持が半々に分かれた。

## 試合結果
2021年のワールドシリーズは10月26日に開幕し、途中に移動日を挟んで8日間で6試合が行われた。日程・結果は以下の通り。
| 日付                                                   | 試合  | ビジター球団（先攻）     | スコア | ホーム球団（後攻）       | 開催球場               | 開催球場                                        |
| ------------------------------------------------------ | ----- | ------------------------ | ------ | ------------------------ | ---------------------- | ----------------------------------------------- |
| 10月26日（火）                                         | 第1戦 | アトランタ・ブレーブス   | 6－2   | ヒューストン・アストロズ | ミニッツメイド・パーク | ミニッツメイド・パークトゥルーイスト・ · パーク |
| 10月27日（水）                                         | 第2戦 | アトランタ・ブレーブス   | 2－7   | ヒューストン・アストロズ | ミニッツメイド・パーク | ミニッツメイド・パークトゥルーイスト・ · パーク |
| 10月28日（木）                                         |       | 移動日                   | 移動日 | 移動日                   |                        | ミニッツメイド・パークトゥルーイスト・ · パーク |
| 10月29日（金）                                         | 第3戦 | ヒューストン・アストロズ | 0－2   | アトランタ・ブレーブス   | トゥルーイスト・パーク | ミニッツメイド・パークトゥルーイスト・ · パーク |
| 10月30日（土）                                         | 第4戦 | ヒューストン・アストロズ | 2－3   | アトランタ・ブレーブス   | トゥルーイスト・パーク | ミニッツメイド・パークトゥルーイスト・ · パーク |
| 10月31日（日）                                         | 第5戦 | ヒューストン・アストロズ | 9－5   | アトランタ・ブレーブス   | トゥルーイスト・パーク | ミニッツメイド・パークトゥルーイスト・ · パーク |
| 11月01日（月）                                         |       | 移動日                   | 移動日 | 移動日                   |                        | ミニッツメイド・パークトゥルーイスト・ · パーク |
| 11月02日（火）                                         | 第6戦 | アトランタ・ブレーブス   | 7－0   | ヒューストン・アストロズ | ミニッツメイド・パーク | ミニッツメイド・パークトゥルーイスト・ · パーク |
| 優勝：アトランタ・ブレーブス（4勝2敗 / 26年ぶり4度目） |       |                          |        |                          |                        | ミニッツメイド・パークトゥルーイスト・ · パーク |

### 第1戦 10月26日
- ミニッツメイド・パーク（テキサス州ヒューストン）

|                          | 1 | 2 | 3 | 4 | 5 | 6 | 7 | 8 | 9 | R | H  | E |
| ------------------------ | - | - | - | - | - | - | - | - | - | - | -- | - |
| アトランタ・ブレーブス   | 2 | 1 | 2 | 0 | 0 | 0 | 0 | 1 | 0 | 6 | 12 | 1 |
| ヒューストン・アストロズ | 0 | 0 | 0 | 1 | 0 | 0 | 0 | 1 | 0 | 2 | 8  | 1 |

1. 勝利：A.J.ミンター（1勝）
2. 敗戦：フランバー・バルデス（1敗）
3. 本塁打
ATL：ホルヘ・ソレア1号ソロ、アダム・デュバル1号2ラン
4. 審判
［球審］クリス・コンロイ
［塁審］一塁: トム・ハリオン、二塁: ダン・ベリーノ、三塁: テッド・バレット
［外審］左翼: マイク・ムフリンスキー、右翼: アルフォンソ・マルケス
5. 試合開始時刻: 中部夏時間（UTC-5）午後7時11分  試合時間: 4時間6分  観客: 4万2825人  気温: 73°F（22.8°C）
詳細: MLB.com Gameday / ESPN.com / Baseball-Reference.com / FanGraphs

| アトランタ・ブレーブス | アトランタ・ブレーブス | アトランタ・ブレーブス | アトランタ・ブレーブス | アトランタ・ブレーブス                                                                                                 | ヒューストン・アストロズ | ヒューストン・アストロズ | ヒューストン・アストロズ | ヒューストン・アストロズ | ヒューストン・アストロズ |
| ---------------------- | ---------------------- | ---------------------- | ---------------------- | --- | ------------------------ | ------------------------ | ------------------------ | ------------------------ | --- |
| 打順                   | 守備                   | 選手                   | 打席                   | C・モートンT・ダーノーF・フリーマンO・アルビーズA・ライリーD・スワンソンE・ロザリオA・デュバルJ・ピーダーソンJ・ソレア | 打順                     | 守備                     | 選手                     | 打席                     | F・バルデスM・マルドナードY・グリエルJ・アルトゥーベA・ブレグマンC・コレアM・ブラントリーC・マコーミックK・タッカーY・アルバレス |
| 1                      | DH                     | J・ソレア              | 右                     | C・モートンT・ダーノーF・フリーマンO・アルビーズA・ライリーD・スワンソンE・ロザリオA・デュバルJ・ピーダーソンJ・ソレア | 1                        | 二                       | J・アルトゥーベ          | 右                       | F・バルデスM・マルドナードY・グリエルJ・アルトゥーベA・ブレグマンC・コレアM・ブラントリーC・マコーミックK・タッカーY・アルバレス |
| 2                      | 一                     | F・フリーマン          | 左                     | C・モートンT・ダーノーF・フリーマンO・アルビーズA・ライリーD・スワンソンE・ロザリオA・デュバルJ・ピーダーソンJ・ソレア | 2                        | 左                       | M・ブラントリー          | 左                       | F・バルデスM・マルドナードY・グリエルJ・アルトゥーベA・ブレグマンC・コレアM・ブラントリーC・マコーミックK・タッカーY・アルバレス |
| 3                      | 二                     | O・アルビーズ          | 両                     | C・モートンT・ダーノーF・フリーマンO・アルビーズA・ライリーD・スワンソンE・ロザリオA・デュバルJ・ピーダーソンJ・ソレア | 3                        | 三                       | A・ブレグマン            | 右                       | F・バルデスM・マルドナードY・グリエルJ・アルトゥーベA・ブレグマンC・コレアM・ブラントリーC・マコーミックK・タッカーY・アルバレス |
| 4                      | 三                     | A・ライリー            | 右                     | C・モートンT・ダーノーF・フリーマンO・アルビーズA・ライリーD・スワンソンE・ロザリオA・デュバルJ・ピーダーソンJ・ソレア | 4                        | DH                       | Y・アルバレス            | 左                       | F・バルデスM・マルドナードY・グリエルJ・アルトゥーベA・ブレグマンC・コレアM・ブラントリーC・マコーミックK・タッカーY・アルバレス |
| 5                      | 左                     | E・ロザリオ            | 左                     | C・モートンT・ダーノーF・フリーマンO・アルビーズA・ライリーD・スワンソンE・ロザリオA・デュバルJ・ピーダーソンJ・ソレア | 5                        | 遊                       | C・コレア                | 右                       | F・バルデスM・マルドナードY・グリエルJ・アルトゥーベA・ブレグマンC・コレアM・ブラントリーC・マコーミックK・タッカーY・アルバレス |
| 6                      | 中                     | A・デュバル            | 右                     | C・モートンT・ダーノーF・フリーマンO・アルビーズA・ライリーD・スワンソンE・ロザリオA・デュバルJ・ピーダーソンJ・ソレア | 6                        | 右                       | K・タッカー              | 左                       | F・バルデスM・マルドナードY・グリエルJ・アルトゥーベA・ブレグマンC・コレアM・ブラントリーC・マコーミックK・タッカーY・アルバレス |
| 7                      | 捕                     | T・ダーノー            | 右                     | C・モートンT・ダーノーF・フリーマンO・アルビーズA・ライリーD・スワンソンE・ロザリオA・デュバルJ・ピーダーソンJ・ソレア | 7                        | 一                       | Y・グリエル              | 右                       | F・バルデスM・マルドナードY・グリエルJ・アルトゥーベA・ブレグマンC・コレアM・ブラントリーC・マコーミックK・タッカーY・アルバレス |
| 8                      | 右                     | J・ピーダーソン        | 左                     | C・モートンT・ダーノーF・フリーマンO・アルビーズA・ライリーD・スワンソンE・ロザリオA・デュバルJ・ピーダーソンJ・ソレア | 8                        | 中                       | C・マコーミック          | 右                       | F・バルデスM・マルドナードY・グリエルJ・アルトゥーベA・ブレグマンC・コレアM・ブラントリーC・マコーミックK・タッカーY・アルバレス |
| 9                      | 遊                     | D・スワンソン          | 右                     | C・モートンT・ダーノーF・フリーマンO・アルビーズA・ライリーD・スワンソンE・ロザリオA・デュバルJ・ピーダーソンJ・ソレア | 9                        | 捕                       | M・マルドナード          | 右                       | F・バルデスM・マルドナードY・グリエルJ・アルトゥーベA・ブレグマンC・コレアM・ブラントリーC・マコーミックK・タッカーY・アルバレス |
| 先発投手               | 先発投手               | 先発投手               | 投球                   | C・モートンT・ダーノーF・フリーマンO・アルビーズA・ライリーD・スワンソンE・ロザリオA・デュバルJ・ピーダーソンJ・ソレア | 先発投手                 | 先発投手                 | 先発投手                 | 投球                     | F・バルデスM・マルドナードY・グリエルJ・アルトゥーベA・ブレグマンC・コレアM・ブラントリーC・マコーミックK・タッカーY・アルバレス |
| C・モートン            | C・モートン            | C・モートン            | 右                     | C・モートンT・ダーノーF・フリーマンO・アルビーズA・ライリーD・スワンソンE・ロザリオA・デュバルJ・ピーダーソンJ・ソレア | F・バルデス              | F・バルデス              | F・バルデス              | 左                       | F・バルデスM・マルドナードY・グリエルJ・アルトゥーベA・ブレグマンC・コレアM・ブラントリーC・マコーミックK・タッカーY・アルバレス |

### 第2戦 10月27日
- ミニッツメイド・パーク（テキサス州ヒューストン）

|                          | 1 | 2 | 3 | 4 | 5 | 6 | 7 | 8 | 9 | R | H | E |
| ------------------------ | - | - | - | - | - | - | - | - | - | - | - | - |
| アトランタ・ブレーブス   | 0 | 1 | 0 | 0 | 1 | 0 | 0 | 0 | 0 | 2 | 7 | 2 |
| ヒューストン・アストロズ | 1 | 4 | 0 | 0 | 0 | 1 | 1 | 0 | X | 7 | 9 | 0 |

1. 勝利：ホセ・ウルキディ（1勝）
2. 敗戦：マックス・フリード（1敗）
3. 本塁打
ATL：トラビス・ダーノー1号ソロ
HOU：ホセ・アルトゥーベ1号ソロ
4. 審判
［球審］ロン・カルパ
［塁審］一塁: ダン・ベリーノ、二塁: テッド・バレット、三塁: マイク・ムフリンスキー
［外審］左翼: アルフォンソ・マルケス、右翼: クリス・コンロイ
5. 試合開始時刻: 中部夏時間（UTC-5）午後7時9分  試合時間: 3時間11分  観客: 4万2833人  気温: 73°F（22.8°C）
詳細: MLB.com Gameday / ESPN.com / Baseball-Reference.com / FanGraphs

| アトランタ・ブレーブス | アトランタ・ブレーブス | アトランタ・ブレーブス | アトランタ・ブレーブス | アトランタ・ブレーブス                                                                                                 | ヒューストン・アストロズ | ヒューストン・アストロズ | ヒューストン・アストロズ | ヒューストン・アストロズ | ヒューストン・アストロズ                                                                                                   |
| ---------------------- | ---------------------- | ---------------------- | ---------------------- | --- | ------------------------ | ------------------------ | ------------------------ | ------------------------ | --- |
| 打順                   | 守備                   | 選手                   | 打席                   | M・フリードT・ダーノーF・フリーマンO・アルビーズA・ライリーD・スワンソンE・ロザリオA・デュバルJ・ピーダーソンJ・ソレア | 打順                     | 守備                     | 選手                     | 打席                     | J・ウルキディM・マルドナードY・グリエルJ・アルトゥーベA・ブレグマンC・コレアM・ブラントリーJ・シリK・タッカーY・アルバレス |
| 1                      | 左                     | E・ロザリオ            | 左                     | M・フリードT・ダーノーF・フリーマンO・アルビーズA・ライリーD・スワンソンE・ロザリオA・デュバルJ・ピーダーソンJ・ソレア | 1                        | 二                       | J・アルトゥーベ          | 右                       | J・ウルキディM・マルドナードY・グリエルJ・アルトゥーベA・ブレグマンC・コレアM・ブラントリーJ・シリK・タッカーY・アルバレス |
| 2                      | 一                     | F・フリーマン          | 左                     | M・フリードT・ダーノーF・フリーマンO・アルビーズA・ライリーD・スワンソンE・ロザリオA・デュバルJ・ピーダーソンJ・ソレア | 2                        | 左                       | M・ブラントリー          | 左                       | J・ウルキディM・マルドナードY・グリエルJ・アルトゥーベA・ブレグマンC・コレアM・ブラントリーJ・シリK・タッカーY・アルバレス |
| 3                      | 二                     | O・アルビーズ          | 両                     | M・フリードT・ダーノーF・フリーマンO・アルビーズA・ライリーD・スワンソンE・ロザリオA・デュバルJ・ピーダーソンJ・ソレア | 3                        | 三                       | A・ブレグマン            | 右                       | J・ウルキディM・マルドナードY・グリエルJ・アルトゥーベA・ブレグマンC・コレアM・ブラントリーJ・シリK・タッカーY・アルバレス |
| 4                      | 三                     | A・ライリー            | 右                     | M・フリードT・ダーノーF・フリーマンO・アルビーズA・ライリーD・スワンソンE・ロザリオA・デュバルJ・ピーダーソンJ・ソレア | 4                        | DH                       | Y・アルバレス            | 左                       | J・ウルキディM・マルドナードY・グリエルJ・アルトゥーベA・ブレグマンC・コレアM・ブラントリーJ・シリK・タッカーY・アルバレス |
| 5                      | DH                     | J・ソレア              | 右                     | M・フリードT・ダーノーF・フリーマンO・アルビーズA・ライリーD・スワンソンE・ロザリオA・デュバルJ・ピーダーソンJ・ソレア | 5                        | 遊                       | C・コレア                | 右                       | J・ウルキディM・マルドナードY・グリエルJ・アルトゥーベA・ブレグマンC・コレアM・ブラントリーJ・シリK・タッカーY・アルバレス |
| 6                      | 右                     | J・ピーダーソン        | 左                     | M・フリードT・ダーノーF・フリーマンO・アルビーズA・ライリーD・スワンソンE・ロザリオA・デュバルJ・ピーダーソンJ・ソレア | 6                        | 右                       | K・タッカー              | 左                       | J・ウルキディM・マルドナードY・グリエルJ・アルトゥーベA・ブレグマンC・コレアM・ブラントリーJ・シリK・タッカーY・アルバレス |
| 7                      | 中                     | A・デュバル            | 右                     | M・フリードT・ダーノーF・フリーマンO・アルビーズA・ライリーD・スワンソンE・ロザリオA・デュバルJ・ピーダーソンJ・ソレア | 7                        | 一                       | Y・グリエル              | 右                       | J・ウルキディM・マルドナードY・グリエルJ・アルトゥーベA・ブレグマンC・コレアM・ブラントリーJ・シリK・タッカーY・アルバレス |
| 8                      | 捕                     | T・ダーノー            | 右                     | M・フリードT・ダーノーF・フリーマンO・アルビーズA・ライリーD・スワンソンE・ロザリオA・デュバルJ・ピーダーソンJ・ソレア | 8                        | 中                       | J・シリ                  | 右                       | J・ウルキディM・マルドナードY・グリエルJ・アルトゥーベA・ブレグマンC・コレアM・ブラントリーJ・シリK・タッカーY・アルバレス |
| 9                      | 遊                     | D・スワンソン          | 右                     | M・フリードT・ダーノーF・フリーマンO・アルビーズA・ライリーD・スワンソンE・ロザリオA・デュバルJ・ピーダーソンJ・ソレア | 9                        | 捕                       | M・マルドナード          | 右                       | J・ウルキディM・マルドナードY・グリエルJ・アルトゥーベA・ブレグマンC・コレアM・ブラントリーJ・シリK・タッカーY・アルバレス |
| 先発投手               | 先発投手               | 先発投手               | 投球                   | M・フリードT・ダーノーF・フリーマンO・アルビーズA・ライリーD・スワンソンE・ロザリオA・デュバルJ・ピーダーソンJ・ソレア | 先発投手                 | 先発投手                 | 先発投手                 | 投球                     | J・ウルキディM・マルドナードY・グリエルJ・アルトゥーベA・ブレグマンC・コレアM・ブラントリーJ・シリK・タッカーY・アルバレス |
| M・フリード            | M・フリード            | M・フリード            | 左                     | M・フリードT・ダーノーF・フリーマンO・アルビーズA・ライリーD・スワンソンE・ロザリオA・デュバルJ・ピーダーソンJ・ソレア | J・ウルキディ            | J・ウルキディ            | J・ウルキディ            | 右                       | J・ウルキディM・マルドナードY・グリエルJ・アルトゥーベA・ブレグマンC・コレアM・ブラントリーJ・シリK・タッカーY・アルバレス |

### 第3戦 10月29日
- トゥルーイスト・パーク（ジョージア州カンバーランド）

|                          | 1 | 2 | 3 | 4 | 5 | 6 | 7 | 8 | 9 | R | H | E |
| ------------------------ | - | - | - | - | - | - | - | - | - | - | - | - |
| ヒューストン・アストロズ | 0 | 0 | 0 | 0 | 0 | 0 | 0 | 0 | 0 | 0 | 2 | 0 |
| アトランタ・ブレーブス   | 0 | 0 | 1 | 0 | 0 | 0 | 0 | 1 | X | 2 | 6 | 1 |

1. 勝利：イアン・アンダーソン（1勝）
2. セーブ：ウィル・スミス（1S）
3. 敗戦：ルイス・ガルシア（1敗）
4. 本塁打
ATL：トラビス・ダーノー2号ソロ
5. 審判
［球審］トム・ハリオン
［塁審］一塁: テッド・バレット、二塁: マイク・ムフリンスキー、三塁: アルフォンソ・マルケス
［外審］左翼: クリス・コンロイ、右翼: ロン・カルパ
6. 試合開始時刻: 東部夏時間（UTC-4）午後8時12分  試合時間: 3時間24分  観客: 4万2898人  気温: 49°F（9.4°C）
詳細: MLB.com Gameday / ESPN.com / Baseball-Reference.com / FanGraphs

| ヒューストン・アストロズ | ヒューストン・アストロズ | ヒューストン・アストロズ | ヒューストン・アストロズ | ヒューストン・アストロズ                                                                                                  | アトランタ・ブレーブス | アトランタ・ブレーブス | アトランタ・ブレーブス | アトランタ・ブレーブス | アトランタ・ブレーブス                                                                                              |
| ------------------------ | ------------------------ | ------------------------ | ------------------------ | --- | ---------------------- | ---------------------- | ---------------------- | ---------------------- | --- |
| 打順                     | 守備                     | 選手                     | 打席                     | L・ガルシアM・マルドナードY・グリエルJ・アルトゥーベA・ブレグマンC・コレアY・アルバレスK・タッカーM・ブラントリー（なし） | 打順                   | 守備                   | 選手                   | 打席                   | I・アンダーソンT・ダーノーF・フリーマンO・アルビーズA・ライリーD・スワンソンE・ロザリオA・デュバルJ・ソレア（なし） |
| 1                        | 二                       | J・アルトゥーベ          | 右                       | L・ガルシアM・マルドナードY・グリエルJ・アルトゥーベA・ブレグマンC・コレアY・アルバレスK・タッカーM・ブラントリー（なし） | 1                      | 左                     | E・ロザリオ            | 左                     | I・アンダーソンT・ダーノーF・フリーマンO・アルビーズA・ライリーD・スワンソンE・ロザリオA・デュバルJ・ソレア（なし） |
| 2                        | 右                       | M・ブラントリー          | 左                       | L・ガルシアM・マルドナードY・グリエルJ・アルトゥーベA・ブレグマンC・コレアY・アルバレスK・タッカーM・ブラントリー（なし） | 2                      | 一                     | F・フリーマン          | 左                     | I・アンダーソンT・ダーノーF・フリーマンO・アルビーズA・ライリーD・スワンソンE・ロザリオA・デュバルJ・ソレア（なし） |
| 3                        | 三                       | A・ブレグマン            | 右                       | L・ガルシアM・マルドナードY・グリエルJ・アルトゥーベA・ブレグマンC・コレアY・アルバレスK・タッカーM・ブラントリー（なし） | 3                      | 二                     | O・アルビーズ          | 両                     | I・アンダーソンT・ダーノーF・フリーマンO・アルビーズA・ライリーD・スワンソンE・ロザリオA・デュバルJ・ソレア（なし） |
| 4                        | 左                       | Y・アルバレス            | 左                       | L・ガルシアM・マルドナードY・グリエルJ・アルトゥーベA・ブレグマンC・コレアY・アルバレスK・タッカーM・ブラントリー（なし） | 4                      | 三                     | A・ライリー            | 右                     | I・アンダーソンT・ダーノーF・フリーマンO・アルビーズA・ライリーD・スワンソンE・ロザリオA・デュバルJ・ソレア（なし） |
| 5                        | 遊                       | C・コレア                | 右                       | L・ガルシアM・マルドナードY・グリエルJ・アルトゥーベA・ブレグマンC・コレアY・アルバレスK・タッカーM・ブラントリー（なし） | 5                      | 右                     | J・ソレア              | 右                     | I・アンダーソンT・ダーノーF・フリーマンO・アルビーズA・ライリーD・スワンソンE・ロザリオA・デュバルJ・ソレア（なし） |
| 6                        | 中                       | K・タッカー              | 左                       | L・ガルシアM・マルドナードY・グリエルJ・アルトゥーベA・ブレグマンC・コレアY・アルバレスK・タッカーM・ブラントリー（なし） | 6                      | 中                     | A・デュバル            | 右                     | I・アンダーソンT・ダーノーF・フリーマンO・アルビーズA・ライリーD・スワンソンE・ロザリオA・デュバルJ・ソレア（なし） |
| 7                        | 一                       | Y・グリエル              | 右                       | L・ガルシアM・マルドナードY・グリエルJ・アルトゥーベA・ブレグマンC・コレアY・アルバレスK・タッカーM・ブラントリー（なし） | 7                      | 捕                     | T・ダーノー            | 右                     | I・アンダーソンT・ダーノーF・フリーマンO・アルビーズA・ライリーD・スワンソンE・ロザリオA・デュバルJ・ソレア（なし） |
| 8                        | 捕                       | M・マルドナード          | 右                       | L・ガルシアM・マルドナードY・グリエルJ・アルトゥーベA・ブレグマンC・コレアY・アルバレスK・タッカーM・ブラントリー（なし） | 8                      | 遊                     | D・スワンソン          | 右                     | I・アンダーソンT・ダーノーF・フリーマンO・アルビーズA・ライリーD・スワンソンE・ロザリオA・デュバルJ・ソレア（なし） |
| 9                        | 投                       | L・ガルシア              | 右                       | L・ガルシアM・マルドナードY・グリエルJ・アルトゥーベA・ブレグマンC・コレアY・アルバレスK・タッカーM・ブラントリー（なし） | 9                      | 投                     | I・アンダーソン        | 右                     | I・アンダーソンT・ダーノーF・フリーマンO・アルビーズA・ライリーD・スワンソンE・ロザリオA・デュバルJ・ソレア（なし） |
| 先発投手                 | 先発投手                 | 先発投手                 | 投球                     | L・ガルシアM・マルドナードY・グリエルJ・アルトゥーベA・ブレグマンC・コレアY・アルバレスK・タッカーM・ブラントリー（なし） | 先発投手               | 先発投手               | 先発投手               | 投球                   | I・アンダーソンT・ダーノーF・フリーマンO・アルビーズA・ライリーD・スワンソンE・ロザリオA・デュバルJ・ソレア（なし） |
| L・ガルシア              | L・ガルシア              | L・ガルシア              | 右                       | L・ガルシアM・マルドナードY・グリエルJ・アルトゥーベA・ブレグマンC・コレアY・アルバレスK・タッカーM・ブラントリー（なし） | I・アンダーソン        | I・アンダーソン        | I・アンダーソン        | 右                     | I・アンダーソンT・ダーノーF・フリーマンO・アルビーズA・ライリーD・スワンソンE・ロザリオA・デュバルJ・ソレア（なし） |

### 第4戦 10月30日
- トゥルーイスト・パーク（ジョージア州カンバーランド）

|                          | 1 | 2 | 3 | 4 | 5 | 6 | 7 | 8 | 9 | R | H | E |
| ------------------------ | - | - | - | - | - | - | - | - | - | - | - | - |
| ヒューストン・アストロズ | 1 | 0 | 0 | 1 | 0 | 0 | 0 | 0 | 0 | 2 | 8 | 0 |
| アトランタ・ブレーブス   | 0 | 0 | 0 | 0 | 0 | 1 | 2 | 0 | X | 3 | 8 | 1 |

1. 勝利：タイラー・マツェック（1勝）
2. セーブ：ウィル・スミス（2S）
3. 敗戦：クリスチャン・ハビエル（1敗）
4. 本塁打
HOU：ホセ・アルトゥーベ2号ソロ
ATL：ダンズビー・スワンソン1号ソロ、ホルヘ・ソレア2号ソロ
5. 審判
［球審］ダン・ベリーノ
［塁審］一塁: マイク・ムフリンスキー、二塁: アルフォンソ・マルケス、三塁: クリス・コンロイ
［外審］左翼: ロン・カルパ、右翼: トム・ハリオン
6. 試合開始時刻: 東部夏時間（UTC-4）午後8時11分  試合時間: 3時間45分  観客: 4万3125人  気温: 53°F（11.7°C）
詳細: MLB.com Gameday / ESPN.com / Baseball-Reference.com / FanGraphs

| ヒューストン・アストロズ | ヒューストン・アストロズ | ヒューストン・アストロズ | ヒューストン・アストロズ | ヒューストン・アストロズ | アトランタ・ブレーブス | アトランタ・ブレーブス | アトランタ・ブレーブス | アトランタ・ブレーブス | アトランタ・ブレーブス                                                                                            |
| ------------------------ | ------------------------ | ------------------------ | ------------------------ | --- | ---------------------- | ---------------------- | ---------------------- | ---------------------- | --- |
| 打順                     | 守備                     | 選手                     | 打席                     | Z・グレインキーM・マルドナードY・グリエルJ・アルトゥーベA・ブレグマンC・コレアY・アルバレスK・タッカーM・ブラントリー（なし） | 打順                   | 守備                   | 選手                   | 打席                   | D・リーT・ダーノーF・フリーマンO・アルビーズA・ライリーD・スワンソンE・ロザリオA・デュバルJ・ピーダーソン（なし） |
| 1                        | 二                       | J・アルトゥーベ          | 右                       | Z・グレインキーM・マルドナードY・グリエルJ・アルトゥーベA・ブレグマンC・コレアY・アルバレスK・タッカーM・ブラントリー（なし） | 1                      | 左                     | E・ロザリオ            | 左                     | D・リーT・ダーノーF・フリーマンO・アルビーズA・ライリーD・スワンソンE・ロザリオA・デュバルJ・ピーダーソン（なし） |
| 2                        | 右                       | M・ブラントリー          | 左                       | Z・グレインキーM・マルドナードY・グリエルJ・アルトゥーベA・ブレグマンC・コレアY・アルバレスK・タッカーM・ブラントリー（なし） | 2                      | 一                     | F・フリーマン          | 左                     | D・リーT・ダーノーF・フリーマンO・アルビーズA・ライリーD・スワンソンE・ロザリオA・デュバルJ・ピーダーソン（なし） |
| 3                        | 三                       | A・ブレグマン            | 右                       | Z・グレインキーM・マルドナードY・グリエルJ・アルトゥーベA・ブレグマンC・コレアY・アルバレスK・タッカーM・ブラントリー（なし） | 3                      | 二                     | O・アルビーズ          | 両                     | D・リーT・ダーノーF・フリーマンO・アルビーズA・ライリーD・スワンソンE・ロザリオA・デュバルJ・ピーダーソン（なし） |
| 4                        | 左                       | Y・アルバレス            | 左                       | Z・グレインキーM・マルドナードY・グリエルJ・アルトゥーベA・ブレグマンC・コレアY・アルバレスK・タッカーM・ブラントリー（なし） | 4                      | 三                     | A・ライリー            | 右                     | D・リーT・ダーノーF・フリーマンO・アルビーズA・ライリーD・スワンソンE・ロザリオA・デュバルJ・ピーダーソン（なし） |
| 5                        | 遊                       | C・コレア                | 右                       | Z・グレインキーM・マルドナードY・グリエルJ・アルトゥーベA・ブレグマンC・コレアY・アルバレスK・タッカーM・ブラントリー（なし） | 5                      | 右                     | J・ピーダーソン        | 左                     | D・リーT・ダーノーF・フリーマンO・アルビーズA・ライリーD・スワンソンE・ロザリオA・デュバルJ・ピーダーソン（なし） |
| 6                        | 中                       | K・タッカー              | 左                       | Z・グレインキーM・マルドナードY・グリエルJ・アルトゥーベA・ブレグマンC・コレアY・アルバレスK・タッカーM・ブラントリー（なし） | 6                      | 捕                     | T・ダーノー            | 右                     | D・リーT・ダーノーF・フリーマンO・アルビーズA・ライリーD・スワンソンE・ロザリオA・デュバルJ・ピーダーソン（なし） |
| 7                        | 一                       | Y・グリエル              | 右                       | Z・グレインキーM・マルドナードY・グリエルJ・アルトゥーベA・ブレグマンC・コレアY・アルバレスK・タッカーM・ブラントリー（なし） | 7                      | 中                     | A・デュバル            | 右                     | D・リーT・ダーノーF・フリーマンO・アルビーズA・ライリーD・スワンソンE・ロザリオA・デュバルJ・ピーダーソン（なし） |
| 8                        | 投                       | Z・グレインキー          | 右                       | Z・グレインキーM・マルドナードY・グリエルJ・アルトゥーベA・ブレグマンC・コレアY・アルバレスK・タッカーM・ブラントリー（なし） | 8                      | 遊                     | D・スワンソン          | 右                     | D・リーT・ダーノーF・フリーマンO・アルビーズA・ライリーD・スワンソンE・ロザリオA・デュバルJ・ピーダーソン（なし） |
| 9                        | 捕                       | M・マルドナード          | 右                       | Z・グレインキーM・マルドナードY・グリエルJ・アルトゥーベA・ブレグマンC・コレアY・アルバレスK・タッカーM・ブラントリー（なし） | 9                      | 投                     | D・リー                | 左                     | D・リーT・ダーノーF・フリーマンO・アルビーズA・ライリーD・スワンソンE・ロザリオA・デュバルJ・ピーダーソン（なし） |
| 先発投手                 | 先発投手                 | 先発投手                 | 投球                     | Z・グレインキーM・マルドナードY・グリエルJ・アルトゥーベA・ブレグマンC・コレアY・アルバレスK・タッカーM・ブラントリー（なし） | 先発投手               | 先発投手               | 先発投手               | 投球                   | D・リーT・ダーノーF・フリーマンO・アルビーズA・ライリーD・スワンソンE・ロザリオA・デュバルJ・ピーダーソン（なし） |
| Z・グレインキー          | Z・グレインキー          | Z・グレインキー          | 右                       | Z・グレインキーM・マルドナードY・グリエルJ・アルトゥーベA・ブレグマンC・コレアY・アルバレスK・タッカーM・ブラントリー（なし） | D・リー                | D・リー                | D・リー                | 左                     | D・リーT・ダーノーF・フリーマンO・アルビーズA・ライリーD・スワンソンE・ロザリオA・デュバルJ・ピーダーソン（なし） |

### 第5戦 10月31日
- トゥルーイスト・パーク（ジョージア州カンバーランド）

|                          | 1 | 2 | 3 | 4 | 5 | 6 | 7 | 8 | 9 | R | H  | E |
| ------------------------ | - | - | - | - | - | - | - | - | - | - | -- | - |
| ヒューストン・アストロズ | 0 | 2 | 2 | 0 | 3 | 0 | 1 | 1 | 0 | 9 | 12 | 0 |
| アトランタ・ブレーブス   | 4 | 0 | 1 | 0 | 0 | 0 | 0 | 0 | 0 | 5 | 8  | 1 |

1. 勝利：ホセ・ウルキディ（2勝）
2. 敗戦：A.J.ミンター（1勝1敗）
3. 本塁打
ATL：アダム・デュバル2号満塁、フレディ・フリーマン1号ソロ
4. 審判
［球審］テッド・バレット
［塁審］一塁: アルフォンソ・マルケス、二塁: クリス・コンロイ、三塁: ロン・カルパ
［外審］左翼: トム・ハリオン、右翼: ダン・ベリーノ
5. 試合開始時刻: 東部夏時間（UTC-4）午後8時15分  試合時間: 4時間0分  観客: 4万3122人  気温: 52°F（11.1°C）
詳細: MLB.com Gameday / ESPN.com / Baseball-Reference.com / FanGraphs

| ヒューストン・アストロズ | ヒューストン・アストロズ | ヒューストン・アストロズ | ヒューストン・アストロズ | ヒューストン・アストロズ                                                                                                  | アトランタ・ブレーブス | アトランタ・ブレーブス | アトランタ・ブレーブス | アトランタ・ブレーブス | アトランタ・ブレーブス                                                                                                |
| ------------------------ | ------------------------ | ------------------------ | ------------------------ | --- | ---------------------- | ---------------------- | ---------------------- | ---------------------- | --- |
| 打順                     | 守備                     | 選手                     | 打席                     | F・バルデスM・マルドナードY・グリエルJ・アルトゥーベA・ブレグマンC・コレアY・アルバレスK・タッカーM・ブラントリー（なし） | 打順                   | 守備                   | 選手                   | 打席                   | T・デービッドソンT・ダーノーF・フリーマンO・アルビーズA・ライリーD・スワンソンE・ロザリオA・デュバルJ・ソレア（なし） |
| 1                        | 二                       | J・アルトゥーベ          | 右                       | F・バルデスM・マルドナードY・グリエルJ・アルトゥーベA・ブレグマンC・コレアY・アルバレスK・タッカーM・ブラントリー（なし） | 1                      | 右                     | J・ソレア              | 右                     | T・デービッドソンT・ダーノーF・フリーマンO・アルビーズA・ライリーD・スワンソンE・ロザリオA・デュバルJ・ソレア（なし） |
| 2                        | 右                       | M・ブラントリー          | 左                       | F・バルデスM・マルドナードY・グリエルJ・アルトゥーベA・ブレグマンC・コレアY・アルバレスK・タッカーM・ブラントリー（なし） | 2                      | 一                     | F・フリーマン          | 左                     | T・デービッドソンT・ダーノーF・フリーマンO・アルビーズA・ライリーD・スワンソンE・ロザリオA・デュバルJ・ソレア（なし） |
| 3                        | 遊                       | C・コレア                | 右                       | F・バルデスM・マルドナードY・グリエルJ・アルトゥーベA・ブレグマンC・コレアY・アルバレスK・タッカーM・ブラントリー（なし） | 3                      | 二                     | O・アルビーズ          | 両                     | T・デービッドソンT・ダーノーF・フリーマンO・アルビーズA・ライリーD・スワンソンE・ロザリオA・デュバルJ・ソレア（なし） |
| 4                        | 左                       | Y・アルバレス            | 左                       | F・バルデスM・マルドナードY・グリエルJ・アルトゥーベA・ブレグマンC・コレアY・アルバレスK・タッカーM・ブラントリー（なし） | 4                      | 三                     | A・ライリー            | 右                     | T・デービッドソンT・ダーノーF・フリーマンO・アルビーズA・ライリーD・スワンソンE・ロザリオA・デュバルJ・ソレア（なし） |
| 5                        | 一                       | Y・グリエル              | 右                       | F・バルデスM・マルドナードY・グリエルJ・アルトゥーベA・ブレグマンC・コレアY・アルバレスK・タッカーM・ブラントリー（なし） | 5                      | 左                     | E・ロザリオ            | 左                     | T・デービッドソンT・ダーノーF・フリーマンO・アルビーズA・ライリーD・スワンソンE・ロザリオA・デュバルJ・ソレア（なし） |
| 6                        | 中                       | K・タッカー              | 左                       | F・バルデスM・マルドナードY・グリエルJ・アルトゥーベA・ブレグマンC・コレアY・アルバレスK・タッカーM・ブラントリー（なし） | 6                      | 中                     | A・デュバル            | 右                     | T・デービッドソンT・ダーノーF・フリーマンO・アルビーズA・ライリーD・スワンソンE・ロザリオA・デュバルJ・ソレア（なし） |
| 7                        | 三                       | A・ブレグマン            | 右                       | F・バルデスM・マルドナードY・グリエルJ・アルトゥーベA・ブレグマンC・コレアY・アルバレスK・タッカーM・ブラントリー（なし） | 7                      | 捕                     | T・ダーノー            | 右                     | T・デービッドソンT・ダーノーF・フリーマンO・アルビーズA・ライリーD・スワンソンE・ロザリオA・デュバルJ・ソレア（なし） |
| 8                        | 捕                       | M・マルドナード          | 右                       | F・バルデスM・マルドナードY・グリエルJ・アルトゥーベA・ブレグマンC・コレアY・アルバレスK・タッカーM・ブラントリー（なし） | 8                      | 遊                     | D・スワンソン          | 右                     | T・デービッドソンT・ダーノーF・フリーマンO・アルビーズA・ライリーD・スワンソンE・ロザリオA・デュバルJ・ソレア（なし） |
| 9                        | 投                       | F・バルデス              | 右                       | F・バルデスM・マルドナードY・グリエルJ・アルトゥーベA・ブレグマンC・コレアY・アルバレスK・タッカーM・ブラントリー（なし） | 9                      | 投                     | T・デービッドソン      | 左                     | T・デービッドソンT・ダーノーF・フリーマンO・アルビーズA・ライリーD・スワンソンE・ロザリオA・デュバルJ・ソレア（なし） |
| 先発投手                 | 先発投手                 | 先発投手                 | 投球                     | F・バルデスM・マルドナードY・グリエルJ・アルトゥーベA・ブレグマンC・コレアY・アルバレスK・タッカーM・ブラントリー（なし） | 先発投手               | 先発投手               | 先発投手               | 投球                   | T・デービッドソンT・ダーノーF・フリーマンO・アルビーズA・ライリーD・スワンソンE・ロザリオA・デュバルJ・ソレア（なし） |
| F・バルデス              | F・バルデス              | F・バルデス              | 左                       | F・バルデスM・マルドナードY・グリエルJ・アルトゥーベA・ブレグマンC・コレアY・アルバレスK・タッカーM・ブラントリー（なし） | T・デービッドソン      | T・デービッドソン      | T・デービッドソン      | 左                     | T・デービッドソンT・ダーノーF・フリーマンO・アルビーズA・ライリーD・スワンソンE・ロザリオA・デュバルJ・ソレア（なし） |

### 第6戦 11月2日
- ミニッツメイド・パーク（テキサス州ヒューストン）

|                          | 1 | 2 | 3 | 4 | 5 | 6 | 7 | 8 | 9 | R | H | E |
| ------------------------ | - | - | - | - | - | - | - | - | - | - | - | - |
| アトランタ・ブレーブス   | 0 | 0 | 3 | 0 | 3 | 0 | 1 | 0 | 0 | 7 | 7 | 1 |
| ヒューストン・アストロズ | 0 | 0 | 0 | 0 | 0 | 0 | 0 | 0 | 0 | 0 | 6 | 0 |

1. 勝利：マックス・フリード（1勝1敗）
2. 敗戦：ルイス・ガルシア（2敗）
3. 本塁打
ATL：ホルヘ・ソレア3号3ラン、ダンズビー・スワンソン2号2ラン、フレディ・フリーマン2号ソロ
4. 審判
［球審］マイク・ムフリンスキー
［塁審］一塁: クリス・コンロイ、二塁: ロン・カルパ、三塁: トム・ハリオン
［外審］左翼: ダン・ベリーノ、右翼: テッド・バレット
5. 試合開始時刻: 中部夏時間（UTC-5）午後7時10分  試合時間: 3時間22分  観客: 4万2868人  気温: 72°F（22.2°C）
詳細: MLB.com Gameday / ESPN.com / Baseball-Reference.com / FanGraphs

| アトランタ・ブレーブス | アトランタ・ブレーブス | アトランタ・ブレーブス | アトランタ・ブレーブス | アトランタ・ブレーブス                                                                                                 | ヒューストン・アストロズ | ヒューストン・アストロズ | ヒューストン・アストロズ | ヒューストン・アストロズ | ヒューストン・アストロズ                                                                                                 |
| ---------------------- | ---------------------- | ---------------------- | ---------------------- | --- | ------------------------ | ------------------------ | ------------------------ | ------------------------ | --- |
| 打順                   | 守備                   | 選手                   | 打席                   | M・フリードT・ダーノーF・フリーマンO・アルビーズA・ライリーD・スワンソンE・ロザリオA・デュバルJ・ピーダーソンJ・ソレア | 打順                     | 守備                     | 選手                     | 打席                     | L・ガルシアM・マルドナードY・グリエルJ・アルトゥーベA・ブレグマンC・コレアM・ブラントリーJ・シリK・タッカーY・アルバレス |
| 1                      | 左                     | E・ロザリオ            | 左                     | M・フリードT・ダーノーF・フリーマンO・アルビーズA・ライリーD・スワンソンE・ロザリオA・デュバルJ・ピーダーソンJ・ソレア | 1                        | 二                       | J・アルトゥーベ          | 右                       | L・ガルシアM・マルドナードY・グリエルJ・アルトゥーベA・ブレグマンC・コレアM・ブラントリーJ・シリK・タッカーY・アルバレス |
| 2                      | DH                     | J・ソレア              | 右                     | M・フリードT・ダーノーF・フリーマンO・アルビーズA・ライリーD・スワンソンE・ロザリオA・デュバルJ・ピーダーソンJ・ソレア | 2                        | 左                       | M・ブラントリー          | 左                       | L・ガルシアM・マルドナードY・グリエルJ・アルトゥーベA・ブレグマンC・コレアM・ブラントリーJ・シリK・タッカーY・アルバレス |
| 3                      | 一                     | F・フリーマン          | 左                     | M・フリードT・ダーノーF・フリーマンO・アルビーズA・ライリーD・スワンソンE・ロザリオA・デュバルJ・ピーダーソンJ・ソレア | 3                        | 遊                       | C・コレア                | 右                       | L・ガルシアM・マルドナードY・グリエルJ・アルトゥーベA・ブレグマンC・コレアM・ブラントリーJ・シリK・タッカーY・アルバレス |
| 4                      | 三                     | A・ライリー            | 右                     | M・フリードT・ダーノーF・フリーマンO・アルビーズA・ライリーD・スワンソンE・ロザリオA・デュバルJ・ピーダーソンJ・ソレア | 4                        | DH                       | Y・アルバレス            | 左                       | L・ガルシアM・マルドナードY・グリエルJ・アルトゥーベA・ブレグマンC・コレアM・ブラントリーJ・シリK・タッカーY・アルバレス |
| 5                      | 中                     | A・デュバル            | 右                     | M・フリードT・ダーノーF・フリーマンO・アルビーズA・ライリーD・スワンソンE・ロザリオA・デュバルJ・ピーダーソンJ・ソレア | 5                        | 一                       | Y・グリエル              | 右                       | L・ガルシアM・マルドナードY・グリエルJ・アルトゥーベA・ブレグマンC・コレアM・ブラントリーJ・シリK・タッカーY・アルバレス |
| 6                      | 右                     | J・ピーダーソン        | 左                     | M・フリードT・ダーノーF・フリーマンO・アルビーズA・ライリーD・スワンソンE・ロザリオA・デュバルJ・ピーダーソンJ・ソレア | 6                        | 右                       | K・タッカー              | 左                       | L・ガルシアM・マルドナードY・グリエルJ・アルトゥーベA・ブレグマンC・コレアM・ブラントリーJ・シリK・タッカーY・アルバレス |
| 7                      | 二                     | O・アルビーズ          | 両                     | M・フリードT・ダーノーF・フリーマンO・アルビーズA・ライリーD・スワンソンE・ロザリオA・デュバルJ・ピーダーソンJ・ソレア | 7                        | 三                       | A・ブレグマン            | 右                       | L・ガルシアM・マルドナードY・グリエルJ・アルトゥーベA・ブレグマンC・コレアM・ブラントリーJ・シリK・タッカーY・アルバレス |
| 8                      | 捕                     | T・ダーノー            | 右                     | M・フリードT・ダーノーF・フリーマンO・アルビーズA・ライリーD・スワンソンE・ロザリオA・デュバルJ・ピーダーソンJ・ソレア | 8                        | 中                       | J・シリ                  | 右                       | L・ガルシアM・マルドナードY・グリエルJ・アルトゥーベA・ブレグマンC・コレアM・ブラントリーJ・シリK・タッカーY・アルバレス |
| 9                      | 遊                     | D・スワンソン          | 右                     | M・フリードT・ダーノーF・フリーマンO・アルビーズA・ライリーD・スワンソンE・ロザリオA・デュバルJ・ピーダーソンJ・ソレア | 9                        | 捕                       | M・マルドナード          | 右                       | L・ガルシアM・マルドナードY・グリエルJ・アルトゥーベA・ブレグマンC・コレアM・ブラントリーJ・シリK・タッカーY・アルバレス |
| 先発投手               | 先発投手               | 先発投手               | 投球                   | M・フリードT・ダーノーF・フリーマンO・アルビーズA・ライリーD・スワンソンE・ロザリオA・デュバルJ・ピーダーソンJ・ソレア | 先発投手                 | 先発投手                 | 先発投手                 | 投球                     | L・ガルシアM・マルドナードY・グリエルJ・アルトゥーベA・ブレグマンC・コレアM・ブラントリーJ・シリK・タッカーY・アルバレス |
| M・フリード            | M・フリード            | M・フリード            | 左                     | M・フリードT・ダーノーF・フリーマンO・アルビーズA・ライリーD・スワンソンE・ロザリオA・デュバルJ・ピーダーソンJ・ソレア | L・ガルシア              | L・ガルシア              | L・ガルシア              | 右                       | L・ガルシアM・マルドナードY・グリエルJ・アルトゥーベA・ブレグマンC・コレアM・ブラントリーJ・シリK・タッカーY・アルバレス |

## セレモニー

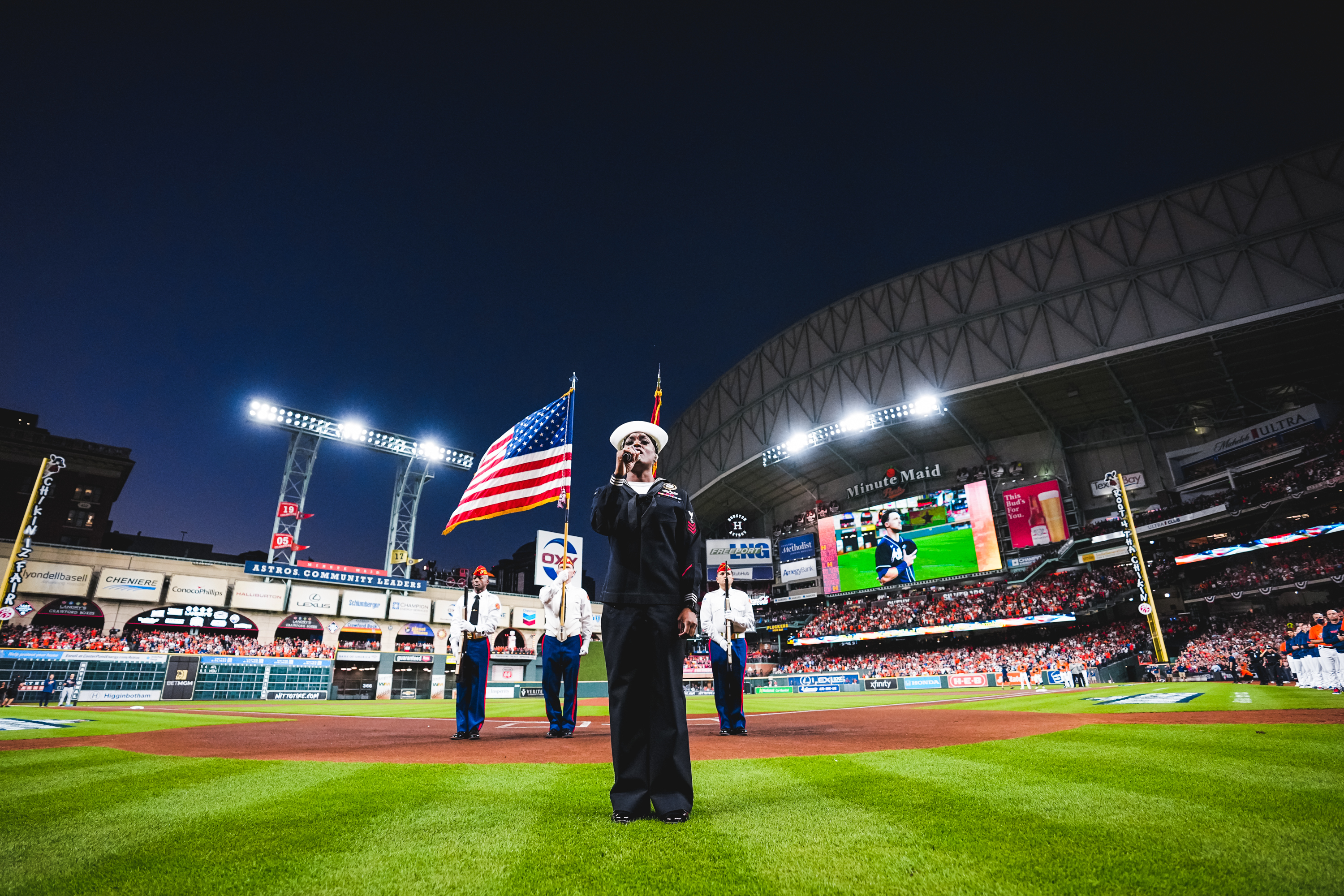
第2戦開始前の式典でアメリカ合衆国国歌『星条旗』を歌う海軍一等兵曹ジアバニー・ウォーカー

試合前のアメリカ合衆国国歌『星条旗』独唱と始球式を行った人物は、それぞれ以下の通り。
| 試合  | 国歌独唱                                        | 始球式                                                            | 始球式               |
| 試合  | 国歌独唱                                        | 投手役                                                            | 捕手役               |
| ----- | ----------------------------------------------- | ----------------------------------------------------------------- | -------------------- |
| 第1戦 | キキ・パーマー                                  | クレイグ・ビジオ                                                  | アレドミス・ディアス |
| 第2戦 | ジアバニー・ウォーカー （アメリカ海軍一等兵曹） | ジェフ・バグウェル                                                | チャズ・マコーミック |
| 第3戦 | ザック・ブラウン （ザック・ブラウン・バンド）   | ジェイダ・ターナー、ウェス・アビラ、 ジャネット・カッツ（実業家） | （不明）             |
| 第3戦 | ザック・ブラウン （ザック・ブラウン・バンド）   | ハンク・アーロンJr. （ハンク・アーロンの息子）                    | フレディ・フリーマン |
| 第4戦 | ジョーダン・フィッシャー                        | エリザベス・オコナー （ステージIVの膵癌サバイバー）               | （不明）             |
| 第5戦 | ローレン・アライナ                              | グレッグ・マダックス                                              | エディ・ペレス       |
| 第6戦 | カーリー・ピアース                              | メアリー・オーガスティン・ファム （ドミニコ会の修道女）           | チャズ・マコーミック |

第3戦の試合前、ふたつの始球式が別個に行われた。そのうち実業家の3人は、いわゆる "スモールビジネス" を立ち上げた人物である。MLBとそのスポンサー企業であるマスターカードは、この年7月のオールスターゲームに合わせてスモールビジネス・コンテストの開催を発表した。このコンテストはジョージア州アトランタとマサチューセッツ州ボストン、カリフォルニア州ロサンゼルスの3都市で開催され、それぞれの優勝者へ特典として賞金1万ドルやマスターカードからの経営コンサルティング受講権のほか、ワールドシリーズでの始球式権が贈呈された。3人のうち、結果的にはシリーズ開催地となるアトランタでコンテストを制したのはジャネット・カッツである。彼女はエルサルバドル移民で、夫ケンとともにププサなどを供するレストランを営んでいる。夫婦のうちどちらが始球式で投じるかについて、ジャネットは「率直に言うと議決権の51%を握っているのは私なのよ」と冗談めかして話した。ケンはブレーブスのファンとして「投手に怪我人が出たので厳しい戦いになるが、勝ってほしい」とチームを心配していた。
第4戦で始球式を務めたエリザベス・オコナーも始球式権を贈呈された人物である。MLBは悪性腫瘍（癌）研究支援の慈善団体 "スタンド・アップ・トゥー・キャンサー"（SU2C）に協賛しており、この年はシリーズ第4戦の始球式権をチャリティオークションにかけた。その結果、オークランド・アスレチックス名誉会長のルー・ウルフが50万ドルで落札して、SU2Cと共同で始球式の人選を行いオコナーに白羽の矢を立てた。オコナーはブレーブスのファンであり、執刀医ダニエル・ボンホフが「1年以上生きられるのも6人に1人」というほど進行した膵癌――発見されたのは第2子出産の2週間後だった――を患いながらも、化学療法と外科手術で克服した経験を持つ。
第6戦の始球式に登場した修道女メアリー・オーガスティン・ファムは、アストロズの地元テキサス州ヒューストンにある無原罪懐胎管区ドミニコ修道女会に所属する。同会は9人の修道女によって1978年に設立された。9人中7人はベトナム戦争末期のサイゴン陥落によってベトナムから逃れてきた修道女であり、同会はベトナム系移民の支援や低中所得世帯向けカトリック系保育学校の運営などを行ってきた。これを称えるため、同市内の実業家ジム・マッキンベイルが試合の入場券を自腹で購入し、彼女らを試合へ招待するようになった。マッキンベイルが経営する家具店ギャラリー・ファーニチャーの施設内にも保育学校があり、同会がそこで週1回の子供向け聖書教育を実施しているほか、マッキンベイルも同会へ家具を寄贈していた。アメリカンリーグ優勝決定戦の初戦にマッキンベイルが彼女たちを55人ほど招待し、その試合でアストロズが逆転勝ちを収めたことで、彼女たちは "反撃の修道女"（英語: Rally Nuns）と呼ばれるようになった。同シリーズの第6戦でも修道女のうちのひとり、メアリー・キャサリン・ドゥが始球式を行い、そこでカルロス・コレアの決めポーズを真似したことでファンの心をつかんだ。彼女たちが観戦に訪れたときアストロズは、同シリーズ2試合ではいずれも勝利し、続くワールドシリーズでは第1戦で敗れたあと第2戦では勝利していた。そしてこの第6戦でアストロズは敗れ、4年ぶりの優勝とはならなかったが、マッキンベイルは「彼女たちは彼女たちで楽しんでたし、ファンも彼女たちと楽しい時間を過ごした。とてもいいことだった」と喜んだ。

## テレビ中継

### アメリカ合衆国
アメリカ合衆国におけるテレビ中継はFOXが放送した。実況はジョー・バックが、解説はジョン・スモルツが、フィールドリポートはケン・ローゼンタールとトム・バードゥッチが、それぞれ務めた。バックのシリーズ中継出演は通算24回目で、これはかつての解説者ティム・マッカーバーと並ぶ歴代最多タイである。また試合前にはケビン・バークハート進行のコーナーがあり、デビッド・オルティーズやアレックス・ロドリゲス、フランク・トーマスが出演して試合の見所などを語った。今シリーズ6試合でFOXが得た広告収入は総額2億ドル前後とみられる。CM出稿状況について今シリーズを前年と比較すると、新型コロナウイルス感染症（COVID-19）の流行にともなう製品供給網混乱の影響を受けた自動車産業が半減させたのに対し、ソーシャル・ネットワーキング・サービスのTikTokや暗号通貨取引所のFTXなどが大幅に増やすという傾向がみられた。
全6試合の平均視聴率は6.5%で、前年から1.3ポイント上昇した。シリーズを通しての、全米および出場両チームの本拠地都市圏における視聴率等は以下の通り。
| 試合  | 日付           | 放送時間               | 全米   | 全米   | 全米     | ジョージア州アトランタ | ジョージア州アトランタ | テキサス州ヒューストン | テキサス州ヒューストン |
| 試合  | 日付           | 放送時間               | 視聴率 | 占拠率 | 視聴者数 | 視聴率                 | 占拠率                 | 視聴率                 | 占拠率                 |
| ----- | -------------- | ---------------------- | ------ | ------ | -------- | ---------------------- | ---------------------- | ---------------------- | ---------------------- |
| 第1戦 | 10月26日（火） | 午後08時05分〜00時08分 | 6.1%   | 15%    | 1081万人 | 26.0%                  | 49%                    | 25.2%                  | 48%                    |
| 第2戦 | 10月27日（水） | 午後08時03分〜11時17分 | 5.8%   | 14%    | 1028万人 | 23.3%                  | 42%                    | 27.4%                  | 50%                    |
| 第3戦 | 10月29日（金） | 午後08時07分〜11時45分 | 6.1%   | 16%    | 1123万人 | 26.3%                  | 48%                    | 24.2%                  | 49%                    |
| 第4戦 | 10月30日（土） | 午後08時04分〜11時57分 | 5.7%   | 15%    | 1051万人 | 26.0%                  | 49%                    | 23.6%                  | 50%                    |
| 第5戦 | 10月31日（日） | 午後08時12分〜00時08分 | 7.4%   | 18%    | 1364万人 | 31.4%                  | 56%                    | 26.4%                  | 50%                    |
| 第6戦 | 11月02日（火） | 午後08時04分〜11時35分 | 7.9%   | 18%    | 1397万人 | 33.5%                  | 54%                    | 25.6%                  | 47%                    |
| 平均  | 平均           | 平均                   | 6.5%   | 16%    | 1175万人 | 不明                   | 不明                   | 不明                   | 不明                   |

| 今シリーズ | 今シリーズ | 今シリーズ | 前年からの変動 | 前年からの変動  | 前年からの変動 | 前年からの変動 | 裏番組の最高視聴率                              | 裏番組の最高視聴率                              | 裏番組の最高視聴率                              | 裏番組の最高視聴率                              |
| 試合       | 視聴率     | 視聴者数   | 前年視聴率     |                 | 前年視聴者数   |                | 番組                                            | 放送局                                          | 放送時間                                        | 視聴率                                          |
| 試合       | 視聴率     | 視聴者数   | 前年視聴率     | 変動            | 前年視聴者数   | 変動           | 番組                                            | 放送局                                          | 放送時間                                        | 視聴率                                          |
| ---------- | ---------- | ---------- | -------------- | --------------- | -------------- | -------------- | ----------------------------------------------- | ----------------------------------------------- | ----------------------------------------------- | ----------------------------------------------- |
| 第1戦      | 6.1%       | 1081万人   | 5.1%           | 1.0ポイント上昇 | 920万人        | 161万人増加    | 『ザ・ヴォイス』                                | NBC                                             | 午後08時00分〜09時00分                          | 4.0%                                            |
| 第2戦      | 5.8%       | 1028万人   | 5.0%           | 0.8ポイント上昇 | 895万人        | 133万人増加    | 『シカゴ・ファイア』                            | NBC                                             | 午後09時00分〜10時00分                          | 4.3%                                            |
| 第3戦      | 6.1%       | 1123万人   | 4.3%           | 1.8ポイント上昇 | 816万人        | 307万人増加    | Shark Tank                                      | ABC                                             | 午後08時00分〜09時01分                          | 2.3%                                            |
| 第4戦      | 5.7%       | 1051万人   | 4.8%           | 0.9ポイント上昇 | 933万人        | 118万人増加    | Saturday Night Football                         | ABC                                             | 午後07時39分〜11時29分                          | 3.7%                                            |
| 第5戦      | 7.4%       | 1364万人   | 5.3%           | 2.1ポイント上昇 | 1006万人       | 358万人増加    | 『サンデーナイトフットボール』                  | NBC                                             | 午後08時23分〜11時33分                          | 8.7%                                            |
| 第6戦      | 7.9%       | 1397万人   | 6.8%           | 1.1ポイント上昇 | 1263万人       | 134万人増加    | 『FBI: 特別捜査班』                             | CBS                                             | 午後08時00分〜09時00分                          | 4.3%                                            |
| 平均       | 6.5%       | 1175万人   | 5.2%           | 1.3ポイント上昇 | 979万人        | 196万人増加    | ［註］放送時間は東部夏時間。中部夏時間は－1時間 | ［註］放送時間は東部夏時間。中部夏時間は－1時間 | ［註］放送時間は東部夏時間。中部夏時間は－1時間 | ［註］放送時間は東部夏時間。中部夏時間は－1時間 |

第6戦の7回表、フレディ・フリーマンのソロ本塁打でブレーブスが7－0とリードを広げた。試合がこのまま進めばブレーブスの勝利でシリーズが決着し、フリーマンはブレーブスとの契約を満了してFAとなる。この場面でバックは以下のように実況した。
これに対し、フリーマンの残留を信じるブレーブスのファンから「せっかくの場面が台無し」「ブレーブスがフリーマンを流出させるわけがない」などとTwitter上で批判が相次ぎ、炎上状態となった。ただ、この試合の直後にはフリーマン自身も残留希望を明言していたものの、契約交渉は結局まとまらず、この試合を最後にフリーマンはロサンゼルス・ドジャースへ移籍することとなった。またバックも、残り1年となっていたFOXとの出演契約を破棄してESPNへ移籍したため、ワールドシリーズ実況を行うのは今シリーズが最後となった。

### 日本
| 試合  | 中継日 （日本時間） | 実況       | スタジオ解説         | 現地解説 |
| ----- | ------------------- | ---------- | -------------------- | -------- |
| 第1戦 | 10月27日（水）      | 小野卓哉   | 長谷川滋利、斎藤隆   | 高橋尚成 |
| 第2戦 | 10月28日（木）      | 竹林宏     | 長谷川滋利、武田一浩 | 高橋尚成 |
| 第3戦 | 10月30日（土）      | 竹林宏     | 上原浩治、小早川毅彦 | 高橋尚成 |
| 第4戦 | 10月31日（日）      | 高瀬登志彦 | 長谷川滋利、今中慎二 | 高橋尚成 |
| 第5戦 | 11月01日（月）      | 高瀬登志彦 | 長谷川滋利、岡島秀樹 | 高橋尚成 |
| 第6戦 | 11月03日（水）      | 高木修平   | 秋山翔吾、新井宏昌   | （なし） |

日本での生中継の放送は、日本放送協会（NHK）の衛星放送チャンネル "BS1" で行われた。この年の放送では、アメリカ合衆国在住の高橋尚成が第6戦を除く5試合で球場から随時リポートしたが、実況アナウンサーと解説者は前年同様に現地へは行かず、現地からの映像をスタジオで観ながら実況・解説を行う形式がとられた。上原浩治は第3戦の中継に解説者として出演した翌日、第4戦を映像観戦しながら、現地にいる高橋を羨むつぶやきをTwitterに投稿した。